# Klapa z nadmuchem

Odchylenie klap powoduje oderwanie się strug powietrza od jej powierzchni

Nadmuchiwanie powietrza tuż przed krawędzią natarcia klapy zapobiega oderwaniu się opływających je strug

Klapa z nadmuchem (klapy strumieniowe) – rodzaj klap, na które po ich wychyleniu, na ich górną powierzchnię doprowadza się (nadmuchuje się) strumień powietrza mający na celu usunięcie turbulentnej warstwy przyściennej opływającej wychyloną klapę. Tym samym eliminuje się zjawisko oderwania się strug powietrza od powierzchni klap przy dużych kątach natarcia.
Celem takiego zabiegu jest uporządkowanie opływających klapy strug powietrza a tym samym zwiększenie efektywności klap przy locie z dużymi kątami natarcia. Umożliwia to samolotom zmniejszenie prędkości lądowania i skrócenie drogi dobiegu. Powietrze doprowadzane na górną powierzchnie klap może pochodzić ze sprężarki silnika samolotu wówczas szczelinę wylotową doprowadzanego powietrza umieszcza się tuż przed klapą lub na jej krawędzi natarcia. W przypadku zastosowania systemu nadmuchu na przednich klapach, wylot strumienia nadmuchiwanego powietrza umieszczony jest na krawędzi spływu klapy. Zamiast powietrza ze sprężarki mogą być również używane odpowiednio kierowane gazy wylotowe z silnika. Zastosowanie spalin z uwagi na ich temperaturę wymaga użycia w konstrukcji skrzydła materiałów żaroodpornych. System klap z nadmuchem pod nazwą układ zdmuchiwania warstwy przyściennej z klap (SPS) zastosowano między innymi w samolocie MiG-21 wersji PFM.